# جوزپه گوارنری

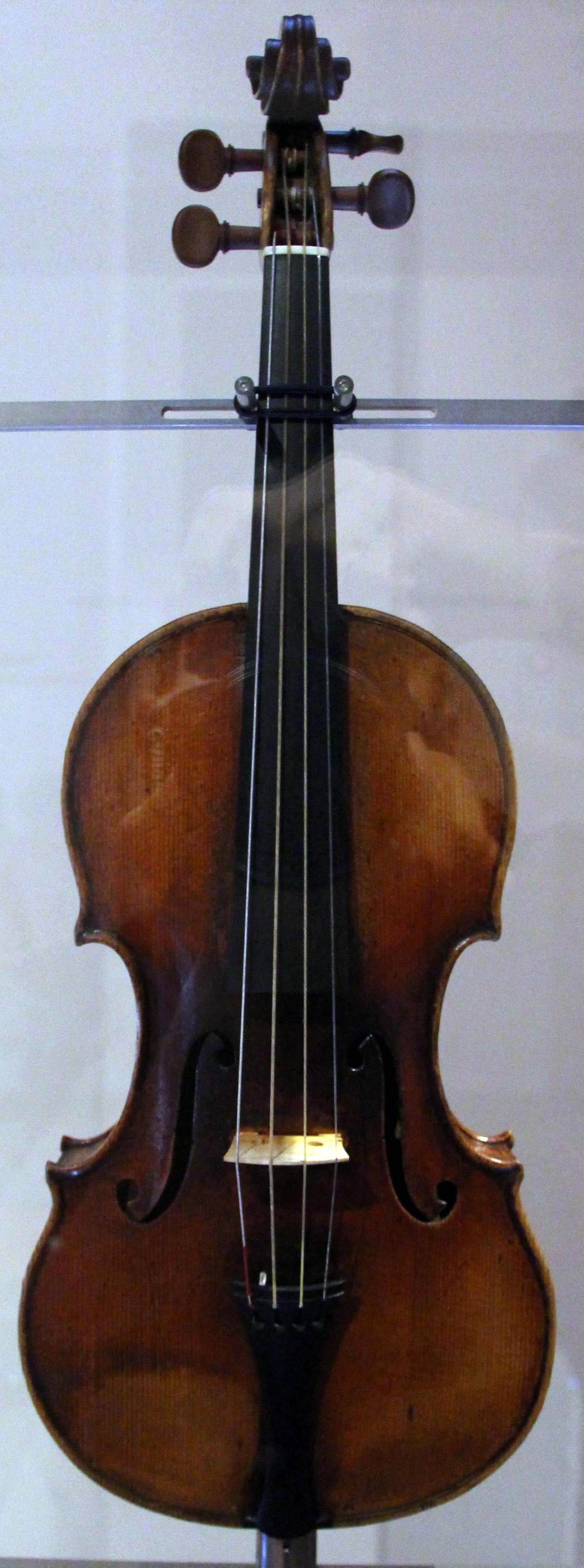
ویولن کانونه گوارنریوس، که زمانی متعلق به نیکولو پاگانینی بود.

بارتولومئو جوزپه «دِل جزو» گوارنری (ایتالیایی: Bartolomeo Giuseppe "del Gesù" Guarneri؛ ‏ ایتالیایی: [dʒuˈzɛppe ɡwarˈnɛ:ri]؛ ‏ ۲۱ اوت ۱۶۹۸ – ۱۷ اکتبر ۱۷۴۴) سازنده ساز اهل ایتالیا و از خاندان گوارنری در شهر کرمونا در ناحیه لمباردی بود. او رقیب آنتونیو استرادیواری (۱۶۴۴–۱۷۳۷) در سازسازی بود و برای بسیاری از کلکسیونرها و نوازندگان برجسته دنیا، سازهای او، محبوب‌ترین و خواستنی‌ترین سازهای دنیا محسوب می‌شوند. سازهای ساخته‌شده توسط گوارنری اغلب تحتِ عنوانِ «دل جزوز» (Del Gesùs) شناخته می‌شوند و قیمت هر یک از آنها، بیش از ۱۰ میلیون دلار آمریکا است. سیارک ۱۹۱۸۵ گوارنری به افتخار او نام‌گذاری شده‌است.
دو ویولن مورد علاقه ویولونیست برجسته جهان نیکولو پاگانینی، با نام‌های «کانونه گوارنریوس» (۱۷۴۳) و «لرد ویلتون» (۱۷۴۲) که زمانی در مالکیت یهودی منوهین بود، هر دو از ساخته‌های جوزپه گوارنری هستند. علاوه بر این، ساز «ویوتان گوارنری» - که زمانی متعلق به آنری ویوتان بود - در سال ۲۰۱۳ به قیمتی در حدود ۱۸ میلیون دلار فروخته شد و آن را به گران‌ترین ساز جهان تبدیل کرد. یاشا هایفتز از دهه ۱۹۲۰ تا زمان مرگش در سال ۱۹۸۷ صاحب یک ویلون گوارنری (ساخته شده حوالی ۱۷۴۰) بود. این ویولن، سازِ مورد علاقه او بود، حتی با آنکه چند ویلن استرادیواری در اختیار داشت. یکی از سازهای مورد علاقه اُله بول نروژی، یک ویولن «دل جزو» گوارنری است که در سال ۱۷۴۴ ساخته شده بود و امروزه به افتخار او به نام «بول» شناخته می‌شود، و اعتقاد بر آن است که آخرین سازِ ساخته‌شده توسط جوزپه گوارنری باشد.